# Boér Antal (informatikus)
Boér Antal (Nagyvárad, 1950. március 5. –) erdélyi származású rendszerprogramozó, matematikus-informatikus.

## Életpályája
Iskoláit szülővárosában végezte. Egyetemi tanulmányait a kolozsvári egyetem matematika karán kezdte 1969-ben, majd 1970–1974 között a moszkvai Állami Lomonoszov Egyetemen folytatta, és ott is fejezte be. 1974–2000 között középiskolai tanár Nagyváradon, közben 1998-ban doktorált a kolozsvári egyetemen. 1996–2000 között tanított a Partiumi Keresztény Egyetemen, 1994–2000 között pedig a Gábor Dénes Főiskola nagyváradi kihelyezett tagozatán. Közben a kolozsvári egyetemen posztgraduális informatika diplomát szerzett. 1997–2000 között a Bihar Megyei Tanfelügyelőség szakinspektora informatikából. 2000-től a stuttgarti Hans Held GmbH rendszerfejlesztője.

## Munkássága
Kutatási területe a formális nyelvek elmélete, amelyből doktorált is. Cikkeit A. F. Boer néven publikálta.

## Cikkei (válogatás)
- Boer, A. F.: The U languages – a subclass of the Ψ languages, Stud. Univ. Babeş-Bolyai, Inform. 42, No. 2, 100–105 (1997).
- Boer, A. F.: The Ψ languages – a subclass of the indexed languages, Stud. Univ. Babeş-Bolyai, Inform., 42, No. 1, 85–90 (1997).
- Boer, A. F.: The density – a numerical characteristic for languages, Stud. Univ. Babeş-Bolyai, Inform., 41, No. 2, 97–106 (1996).